# Cryptomastix magnidentata
Cryptomastix magnidentata é uma espécie de gastrópode  da família Polygyridae
É endémica dos Estados Unidos da América.